# NGC 2972
NGC 2972 је расејано звездано јато у сазвежђу Једра које се налази на NGC листи објеката дубоког неба.
Деклинација објекта је - 50° 19' 13" а ректасцензија 9h 40m 11,5s. Привидна величина (магнитуда) објекта NGC 2972 износи 9,9. NGC 2972 је још познат и под ознакама NGC 2999, OCL 778, ESO 212-SC11.